# Llista de topònims de Vimbodí i Poblet
Llista de topònims (noms propis de lloc) del municipi de Vimbodí i Poblet, a la Conca de Barberà
Informació actualitzada per un bot. Els canvis manuals es perdran quan s'actualitzi!

## arbre singular
| imatge | Nom                            | Ubicat a         | instància de   | Detalls                                                                          | coordenades                                                                                 | Protecció        | Commons (més fotos)            | Dades a WD                    |
| ------ | ------------------------------ | ---------------- | -------------- | -------------------------------------------------------------------------------- | ------------------------------------------------------------------------------------------- | ---------------- | ------------------------------ | ----------------------------- |
|        | cedre del Jardí dels Salesians | Vimbodí i Poblet | arbre singular | Taxon: cedre de l'Atles (Cedrus atlantica) Ample: 18.9m Alt: 28m Perímetre: 4.4m | 41° 22′ 51″ N, 1° 04′ 47″ E / 41.38079°N,1.07986°E ca:Jardí dels Salesians, Poblet 493 msnm | arbre monumental | Cedre del Jardí dels Salesians | Modifica les dades a Wikidata |
|        | servera de Riudabella          | Vimbodí i Poblet | arbre singular | Taxon: servera (Sorbus domestica) Ample: 11.8m Alt: 11m Perímetre: 2.07m         | 41° 21′ 59″ N, 1° 02′ 23″ E / 41.36643°N,1.0396°E 595 msnm                                  | arbre monumental | Servera de Riudabella          | Modifica les dades a Wikidata |

## cabana
| imatge | Nom                  | Ubicat a         | instància de | Detalls | coordenades                                                          | Protecció | Commons (més fotos) | Dades a WD                    |
| ------ | -------------------- | ---------------- | ------------ | ------- | -------------------------------------------------------------------- | --------- | ------------------- | ----------------------------- |
|        | Racó del Margendom   | Vimbodí i Poblet | cabana       |         | 41° 26′ 34″ N, 1° 03′ 17″ E / 41.4427059225421°N,1.05459313778355°E  |           |                     | Modifica les dades a Wikidata |
|        | Sínia del Pep Nen    | Vimbodí i Poblet | cabana       |         | 41° 24′ 09″ N, 1° 01′ 51″ E / 41.4024645275767°N,1.03086423708839°E  |           |                     | Modifica les dades a Wikidata |
|        | barraca del Carreres | Vimbodí i Poblet | cabana       |         | 41° 23′ 49″ N, 0° 59′ 53″ E / 41.3968735431817°N,0.998126922675447°E |           |                     | Modifica les dades a Wikidata |
|        | barraca del Palau    | Vimbodí i Poblet | cabana       |         | 41° 23′ 48″ N, 1° 00′ 10″ E / 41.3965740164924°N,1.00265754486819°E  |           |                     | Modifica les dades a Wikidata |
|        | cobert de l'Alzinet  | Vimbodí i Poblet | cabana       |         | 41° 26′ 05″ N, 1° 03′ 32″ E / 41.4348427669188°N,1.05884945132857°E  |           |                     | Modifica les dades a Wikidata |
|        | cobert del Soler     | Vimbodí i Poblet | cabana       |         | 41° 23′ 25″ N, 1° 03′ 36″ E / 41.39027914114°N,1.0600361974788°E     |           |                     | Modifica les dades a Wikidata |
|        | corral de Vinganya   | Vimbodí i Poblet | cabana       |         | 41° 22′ 26″ N, 1° 02′ 04″ E / 41.3740018505756°N,1.03450923663947°E  |           |                     | Modifica les dades a Wikidata |
|        | corrals de Nerola    | Vimbodí i Poblet | cabana       |         | 41° 22′ 04″ N, 1° 03′ 26″ E / 41.367712686728°N,1.057120104028°E     |           |                     | Modifica les dades a Wikidata |
|        | era de Noguers       | Vimbodí i Poblet | cabana       |         | 41° 20′ 25″ N, 1° 02′ 49″ E / 41.3401652789741°N,1.04683307943746°E  |           |                     | Modifica les dades a Wikidata |
|        | era del Cal Xato     | Vimbodí i Poblet | cabana       |         | 41° 24′ 10″ N, 1° 01′ 43″ E / 41.4027783410466°N,1.02867756390104°E  |           |                     | Modifica les dades a Wikidata |
|        | pallissa de Cal Quet | Vimbodí i Poblet | cabana       |         | 41° 23′ 47″ N, 1° 00′ 16″ E / 41.3963415914899°N,1.00431533766748°E  |           |                     | Modifica les dades a Wikidata |

## casa
| imatge | Nom                                       | Ubicat a         | instància de | Detalls                                  | coordenades                                                                       | Protecció                                  | Commons (més fotos)                       | Dades a WD                    |
| ------ | ----------------------------------------- | ---------------- | ------------ | ---------------------------------------- | --------------------------------------------------------------------------------- | ------------------------------------------ | ----------------------------------------- | ----------------------------- |
|        | Cal Tururut                               | Vimbodí i Poblet | casa         | Estil: arquitectura eclèctica            | 41° 24′ 01″ N, 1° 02′ 59″ E / 41.40015°N,1.04984°E                                | bé integrant del patrimoni cultural català |                                           | Modifica les dades a Wikidata |
|        | casa amb llinda gravada                   | Vimbodí          | casa         | Estil: arquitectura popular 18th century | 41° 24′ 01″ N, 1° 03′ 06″ E / 41.4004°N,1.05178°E ca:C. Mestre Rebull, 2 482 msnm | bé integrant del patrimoni cultural català | Casa amb llinda gravada                   | Modifica les dades a Wikidata |
|        | cases del carrer de l'Església de Vimbodí | Vimbodí          | casa         | Estil: arquitectura popular 18th century | 41° 24′ 03″ N, 1° 03′ 04″ E / 41.40077°N,1.05124°E ca:C. de l'Església            | bé integrant del patrimoni cultural català | Cases del carrer de l'Església de Vimbodí | Modifica les dades a Wikidata |

## castell
| imatge | Nom                      | Ubicat a         | instància de | Detalls                                                      | coordenades                                                                    | Protecció                                            | Commons (més fotos) | Dades a WD                    |
| ------ | ------------------------ | ---------------- | ------------ | ------------------------------------------------------------ | ------------------------------------------------------------------------------ | ---------------------------------------------------- | ------------------- | ----------------------------- |
|        | castell de Castellfollit | Vimbodí i Poblet | castell      |                                                              | 41° 21′ 26″ N, 1° 04′ 04″ E / 41.357222°N,1.067877°E                           |                                                      |                     | Modifica les dades a Wikidata |
|        | castell de Milmanda      | Vimbodí i Poblet | castell      | Estil: arquitectura gòtica arquitectura popular 14th century | 41° 23′ 51″ N, 1° 04′ 29″ E / 41.3975°N,1.07464°E ca:Camí de Milmanda 452 msnm | bé d'interès cultural bé cultural d'interès nacional | Castell de Milmanda | Modifica les dades a Wikidata |

## centre històric
| imatge | Nom              | Ubicat a         | instància de                      | Detalls                                        | coordenades                                                              | Protecció                   | Commons (més fotos) | Dades a WD                    |
| ------ | ---------------- | ---------------- | --------------------------------- | ---------------------------------------------- | ------------------------------------------------------------------------ | --------------------------- | ------------------- | ----------------------------- |
|        | Riudabella       | Vimbodí i Poblet | centre històric nucli de població | Estil: historicisme arquitectònic 12nd century | 41° 22′ 21″ N, 1° 02′ 34″ E / 41.3725°N,1.04277778°E                     | bé cultural d'interès local | Riudabella          | Modifica les dades a Wikidata |
|        | nucli de Vimbodí | Vimbodí i Poblet | centre històric                   | 11st century                                   | 41° 24′ 02″ N, 1° 03′ 00″ E / 41.400482°N,1.050132°E ca:Vimbodí 474 msnm | bé cultural d'interès local | Nucli de Vimbodí    | Modifica les dades a Wikidata |

## cova
| imatge | Nom               | Ubicat a         | instància de | Detalls | coordenades                                                         | Protecció | Commons (més fotos) | Dades a WD                    |
| ------ | ----------------- | ---------------- | ------------ | ------- | ------------------------------------------------------------------- | --------- | ------------------- | ----------------------------- |
|        | Cova Fumada       | Vimbodí i Poblet | cova         |         | 41° 19′ 34″ N, 1° 03′ 33″ E / 41.3260161933474°N,1.05913270138734°E |           |                     | Modifica les dades a Wikidata |
|        | cova dels Foresos | Vimbodí i Poblet | cova         |         | 41° 23′ 28″ N, 1° 00′ 31″ E / 41.391181992161°N,1.00855172158446°E  |           |                     | Modifica les dades a Wikidata |

## creu de terme
| imatge | Nom                                     | Ubicat a         | instància de  | Detalls                     | coordenades                                                             | Protecció                   | Commons (més fotos)                   | Dades a WD                    |
| ------ | --------------------------------------- | ---------------- | ------------- | --------------------------- | ----------------------------------------------------------------------- | --------------------------- | ------------------------------------- | ----------------------------- |
|        | creu de terme a l'entrada a Poblet      | Vimbodí i Poblet | creu de terme |                             | 41° 22′ 48″ N, 1° 04′ 48″ E / 41.380092953150374°N,1.0799326207172544°E |                             | Creu de terme a l'entrada a Poblet    | Modifica les dades a Wikidata |
|        | creu de terme de Codoç                  | Vimbodí i Poblet | creu de terme | Estil: arquitectura popular | 41° 25′ 42″ N, 1° 03′ 26″ E / 41.42842°N,1.05725°E                      | bé cultural d'interès local | Creu de Codoç                         | Modifica les dades a Wikidata |
|        | creu de terme de l'abat Joan de Guimerà | Vimbodí i Poblet | creu de terme |                             | 41° 22′ 50″ N, 1° 04′ 56″ E / 41.38064664831062°N,1.0822691491883212°E  |                             | Reial Monestir de Poblet, stone cross | Modifica les dades a Wikidata |
|        | creu de terme dels Torrents             | Vimbodí i Poblet | creu de terme |                             | 41° 23′ 42″ N, 1° 03′ 40″ E / 41.39501385315945°N,1.061170658099077°E   |                             | Creu de terme dels Torrents           | Modifica les dades a Wikidata |

## curs d'aigua
| imatge | Nom                      | Ubicat a                               | instància de | Detalls                                               | coordenades                                                                                               | Protecció | Commons (més fotos) | Dades a WD                    |
| ------ | ------------------------ | -------------------------------------- | ------------ | ----------------------------------------------------- | --- | --------- | ------------------- | ----------------------------- |
|        | Francolí                 | Conca de Barberà Alt Camp Tarragonès   | curs d'aigua | Desemboca: mar Mediterrània Llarg: 60km Conca: 838km² | 41° 23′ 56″ N, 1° 03′ 08″ E / 41.398944°N,1.052333°E 41° 06′ 24″ N, 1° 13′ 39″ E / 41.106639°N,1.227446°E |           | Francolí River      | Modifica les dades a Wikidata |
|        | barranc de Castellfollit | Vimbodí                                | curs d'aigua | Desemboca: riu Sec                                    | 41° 20′ 16″ N, 1° 03′ 23″ E / 41.33764444°N,1.0563°E                                                      |           |                     | Modifica les dades a Wikidata |
|        | barranc de la Pena       | l'Espluga de Francolí Vimbodí i Poblet | curs d'aigua | Llarg: 4km                                            | 41° 22′ 51″ N, 1° 05′ 05″ E / 41.38073056°N,1.08485861°E                                                  |           |                     | Modifica les dades a Wikidata |
|        | riu Sec                  | Vimbodí i Poblet l'Espluga de Francolí | curs d'aigua | Desemboca: Francolí                                   | 41° 23′ 59″ N, 1° 05′ 55″ E / 41.39964516751009°N,1.0985695124327324°E                                    |           |                     | Modifica les dades a Wikidata |
|        | riu de Milans            | Vallclara Vimbodí i Poblet             | curs d'aigua | Desemboca: Francolí Llarg: 12km                       | 41° 23′ 24″ N, 1° 01′ 29″ E / 41.3901°N,1.02471°E                                                         |           |                     | Modifica les dades a Wikidata |

## edifici
| imatge | Nom                          | Ubicat a         | instància de | Detalls                                | coordenades                                                                         | Protecció                                            | Commons (més fotos)          | Dades a WD                    |
| ------ | ---------------------------- | ---------------- | ------------ | -------------------------------------- | ----------------------------------------------------------------------------------- | ---------------------------------------------------- | ---------------------------- | ----------------------------- |
|        | Castell de Riudabella        | Vimbodí i Poblet | edifici      | Estil: historicisme arquitectònic      | 41° 22′ 21″ N, 1° 02′ 34″ E / 41.372567°N,1.042797°E                                | bé d'interès cultural bé cultural d'interès nacional | Castell de Riudabella        | Modifica les dades a Wikidata |
|        | Foment Parroquial de Cultura | Vimbodí          | edifici      | Estil: historicisme arquitectònic 1928 | 41° 24′ 02″ N, 1° 02′ 57″ E / 41.400662°N,1.049267°E ca:C. Anselm Clavé, 1 474 msnm | bé cultural d'interès local                          | Foment Parroquial de Cultura | Modifica les dades a Wikidata |

## església
| imatge | Nom                       | Ubicat a         | instància de | Detalls                     | coordenades                                          | Protecció                   | Commons (més fotos)       | Dades a WD                    |
| ------ | ------------------------- | ---------------- | ------------ | --------------------------- | ---------------------------------------------------- | --------------------------- | ------------------------- | ----------------------------- |
|        | Mare de Déu dels Torrents | Vimbodí i Poblet | església     | Estil: arquitectura popular | 41° 23′ 42″ N, 1° 03′ 42″ E / 41.395°N,1.0616°E      | bé cultural d'interès local | Mare de Déu dels Torrents | Modifica les dades a Wikidata |
|        | Sant Salvador de Vimbodí  | Vimbodí i Poblet | església     |                             | 41° 24′ 04″ N, 1° 03′ 07″ E / 41.401034°N,1.051843°E | bé cultural d'interès local | Sant Salvador de Vimbodí  | Modifica les dades a Wikidata |

## font
| imatge | Nom                      | Ubicat a         | instància de | Detalls                           | coordenades                                                         | Protecció                                  | Commons (més fotos) | Dades a WD                    |
| ------ | ------------------------ | ---------------- | ------------ | --------------------------------- | ------------------------------------------------------------------- | ------------------------------------------ | ------------------- | ----------------------------- |
|        | Font Major               | Vimbodí i Poblet | font         | Estil: historicisme arquitectònic | 41° 24′ 00″ N, 1° 03′ 03″ E / 41.40008°N,1.05091°E                  | bé integrant del patrimoni cultural català |                     | Modifica les dades a Wikidata |
|        | font de Nerola           | Vimbodí i Poblet | font         |                                   | 41° 22′ 04″ N, 1° 03′ 24″ E / 41.3679094906489°N,1.05656061914509°E |                                            |                     | Modifica les dades a Wikidata |
|        | font de l'Abat Siscar    | Vimbodí i Poblet | font         |                                   | 41° 22′ 41″ N, 1° 05′ 06″ E / 41.3779258058294°N,1.08505745552949°E |                                            |                     | Modifica les dades a Wikidata |
|        | font del Corb            | Vimbodí i Poblet | font         |                                   | 41° 20′ 57″ N, 1° 05′ 11″ E / 41.349288147789°N,1.0863547234784°E   |                                            |                     | Modifica les dades a Wikidata |
|        | font del Deport          | Vimbodí i Poblet | font         |                                   | 41° 21′ 38″ N, 1° 05′ 39″ E / 41.36058°N,1.094111°E 904 msnm        |                                            | Font del Deport     | Modifica les dades a Wikidata |
|        | font del Ginebre         | Vimbodí i Poblet | font         |                                   | 41° 20′ 55″ N, 1° 03′ 15″ E / 41.348747079509°N,1.0540984771199°E   |                                            |                     | Modifica les dades a Wikidata |
|        | font del Mas de la Salut | Vimbodí i Poblet | font         |                                   | 41° 22′ 37″ N, 1° 00′ 54″ E / 41.376901051869°N,1.0149944409258°E   |                                            |                     | Modifica les dades a Wikidata |
|        | font del Mosquit         | Vimbodí i Poblet | font         |                                   | 41° 21′ 01″ N, 1° 05′ 04″ E / 41.3502184628359°N,1.08441161391454°E |                                            |                     | Modifica les dades a Wikidata |
|        | font del Rei             | Vimbodí i Poblet | font         |                                   | 41° 20′ 19″ N, 1° 02′ 11″ E / 41.3385746004965°N,1.03645947448839°E |                                            |                     | Modifica les dades a Wikidata |
|        | font dels Boixets        | Vimbodí i Poblet | font         |                                   | 41° 21′ 28″ N, 1° 05′ 06″ E / 41.3576843850301°N,1.08489795463654°E |                                            |                     | Modifica les dades a Wikidata |

## granja
| imatge | Nom                         | Ubicat a         | instància de | Detalls | coordenades                                                         | Protecció | Commons (més fotos) | Dades a WD                    |
| ------ | --------------------------- | ---------------- | ------------ | ------- | ------------------------------------------------------------------- | --------- | ------------------- | ----------------------------- |
|        | Granges de Sant Antoni      | Vimbodí i Poblet | granja       |         | 41° 23′ 52″ N, 1° 03′ 08″ E / 41.3976871554191°N,1.05233619063485°E |           |                     | Modifica les dades a Wikidata |
|        | Granges del Creus           | Vimbodí i Poblet | granja       |         | 41° 23′ 26″ N, 1° 01′ 36″ E / 41.3906127199853°N,1.02673690530668°E |           |                     | Modifica les dades a Wikidata |
|        | Granges del Xato            | Vimbodí i Poblet | granja       |         | 41° 23′ 23″ N, 1° 02′ 07″ E / 41.3896229014553°N,1.0352107493734°E  |           |                     | Modifica les dades a Wikidata |
|        | Granges dels Colls          | Vimbodí i Poblet | granja       |         | 41° 24′ 27″ N, 1° 03′ 24″ E / 41.4074677906124°N,1.05654229620276°E |           |                     | Modifica les dades a Wikidata |
|        | Granja de la Font d'en Bric | Vimbodí i Poblet | granja       |         | 41° 24′ 51″ N, 1° 03′ 56″ E / 41.41422938815°N,1.06546979629726°E   |           |                     | Modifica les dades a Wikidata |
|        | Granja del Pasqual          | Vimbodí i Poblet | granja       |         | 41° 23′ 42″ N, 1° 02′ 27″ E / 41.3950599762977°N,1.04083619062256°E |           |                     | Modifica les dades a Wikidata |
|        | Granja del Pontarró         | Vimbodí i Poblet | granja       |         | 41° 24′ 22″ N, 1° 02′ 11″ E / 41.4060882750129°N,1.03630572907859°E |           |                     | Modifica les dades a Wikidata |
|        | granja Mitjana              | Vimbodí i Poblet | granja       |         | 41° 22′ 30″ N, 1° 03′ 51″ E / 41.375035495006°N,1.0640765942454°E   |           |                     | Modifica les dades a Wikidata |

## masia
| imatge | Nom                                | Ubicat a         | instància de | Detalls | coordenades                                                                  | Protecció | Commons (més fotos)      | Dades a WD                    |
| ------ | ---------------------------------- | ---------------- | ------------ | ------- | ---------------------------------------------------------------------------- | --------- | ------------------------ | ----------------------------- |
|        | Barraca de Cal Cintora             | Vimbodí i Poblet | masia        |         | 41° 24′ 07″ N, 1° 01′ 31″ E / 41.4019252266561°N,1.0251505062668°E           |           |                          | Modifica les dades a Wikidata |
|        | Cal Grasses                        | Vimbodí i Poblet | masia        |         | 41° 22′ 23″ N, 1° 04′ 32″ E / 41.373065100386°N,1.07552667998898°E           |           |                          | Modifica les dades a Wikidata |
|        | Cal Pastor                         | Vimbodí i Poblet | masia        |         | 41° 22′ 46″ N, 1° 04′ 36″ E / 41.3793334662919°N,1.07657354841718°E          |           |                          | Modifica les dades a Wikidata |
|        | Cal Villegues                      | Vimbodí i Poblet | masia        |         | 41° 22′ 28″ N, 1° 04′ 29″ E / 41.374315768979°N,1.0748595237196°E            |           |                          | Modifica les dades a Wikidata |
|        | Casa forestal de Castellfollit     | Vimbodí i Poblet | masia        |         | 41° 20′ 16″ N, 1° 03′ 20″ E / 41.3377908671347°N,1.05554441434353°E          |           |                          | Modifica les dades a Wikidata |
|        | Casa forestal del Tillar           | Vimbodí i Poblet | masia        |         | 41° 20′ 05″ N, 1° 00′ 37″ E / 41.3346501015496°N,1.01039466315222°E          |           |                          | Modifica les dades a Wikidata |
|        | Caseta de l'Estrella               | Vimbodí i Poblet | masia        |         | 41° 21′ 50″ N, 1° 04′ 43″ E / 41.3638405864261°N,1.07867986586036°E          |           |                          | Modifica les dades a Wikidata |
|        | Castellfollit                      | Vimbodí i Poblet | masia        |         | 41° 21′ 01″ N, 1° 03′ 35″ E / 41.3502743787316°N,1.05979869456689°E          |           |                          | Modifica les dades a Wikidata |
|        | Codoç                              | Vimbodí i Poblet | masia        |         | 41° 25′ 46″ N, 1° 03′ 23″ E / 41.4294515160163°N,1.05641315364133°E          |           |                          | Modifica les dades a Wikidata |
|        | Mas d'en Pàmies                    | Vimbodí i Poblet | masia        |         | 41° 23′ 15″ N, 1° 01′ 29″ E / 41.3875160428696°N,1.0247376062119°E           |           |                          | Modifica les dades a Wikidata |
|        | Mas de Baix                        | Vimbodí i Poblet | masia        |         | 41° 22′ 34″ N, 1° 02′ 02″ E / 41.3761247841218°N,1.03382350279615°E          |           |                          | Modifica les dades a Wikidata |
|        | Mas de Conilla                     | Vimbodí i Poblet | masia        |         | 41° 22′ 18″ N, 1° 03′ 53″ E / 41.3717589388149°N,1.06478001023237°E          |           |                          | Modifica les dades a Wikidata |
|        | Mas de Dalt                        | Vimbodí i Poblet | masia        |         | 41° 22′ 33″ N, 1° 01′ 38″ E / 41.375873°N,1.027299°E 575 msnm                |           |                          | Modifica les dades a Wikidata |
|        | Mas de la Bàrbara                  | Vimbodí i Poblet | masia        |         | 41° 23′ 55″ N, 1° 03′ 26″ E / 41.3985820887497°N,1.05732148565661°E          |           |                          | Modifica les dades a Wikidata |
|        | Mas de la Cova dels Foresos        | Vimbodí i Poblet | masia        |         | 41° 23′ 39″ N, 1° 00′ 34″ E / 41.3942500762273°N,1.00940296770453°E          |           |                          | Modifica les dades a Wikidata |
|        | Mas de la Mare de Déu de Guadalupe | Vimbodí i Poblet | masia        |         | 41° 24′ 33″ N, 1° 02′ 25″ E / 41.4092816206094°N,1.04028920018878°E          |           |                          | Modifica les dades a Wikidata |
|        | Mas de la Salut                    | Vimbodí i Poblet | masia        |         | 41° 22′ 31″ N, 1° 01′ 07″ E / 41.37516243582°N,1.018634546905°E              |           |                          | Modifica les dades a Wikidata |
|        | Mas del Cantó                      | Vimbodí i Poblet | masia        |         | 41° 23′ 03″ N, 1° 01′ 10″ E / 41.3842817635046°N,1.01945387807188°E          |           |                          | Modifica les dades a Wikidata |
|        | Mas del Carreres                   | Vimbodí i Poblet | masia        |         | 41° 22′ 41″ N, 1° 02′ 00″ E / 41.3779991206024°N,1.03334850121938°E          |           |                          | Modifica les dades a Wikidata |
|        | Mas del Fèlix                      | Vimbodí i Poblet | masia        |         | 41° 22′ 58″ N, 1° 01′ 58″ E / 41.3829148073937°N,1.03269807000775°E          |           |                          | Modifica les dades a Wikidata |
|        | Mas del Moragues                   | Vimbodí i Poblet | masia        |         | 41° 22′ 18″ N, 1° 01′ 42″ E / 41.371725836206°N,1.0283043051369°E            |           |                          | Modifica les dades a Wikidata |
|        | Mas del Potau                      | Vimbodí i Poblet | masia        |         | 41° 22′ 54″ N, 1° 01′ 28″ E / 41.38156674389°N,1.0244193890804°E             |           |                          | Modifica les dades a Wikidata |
|        | Mas del Soler                      | Vimbodí i Poblet | masia        |         | 41° 22′ 24″ N, 1° 03′ 59″ E / 41.3732642894073°N,1.06645722118707°E          |           |                          | Modifica les dades a Wikidata |
|        | Masia Noguers                      | Vimbodí i Poblet | masia        |         | 41° 22′ 32″ N, 1° 05′ 20″ E / 41.3754474938498°N,1.08876529661748°E 535 msnm |           | Masia Noguers            | Modifica les dades a Wikidata |
|        | Masia del Foradat                  | Vimbodí i Poblet | masia        |         | 41° 21′ 37″ N, 1° 02′ 35″ E / 41.3603759589356°N,1.04306066572363°E          |           |                          | Modifica les dades a Wikidata |
|        | Masia del Jaques                   | Vimbodí i Poblet | masia        |         | 41° 21′ 42″ N, 1° 02′ 38″ E / 41.3615699063719°N,1.04388564967899°E          |           |                          | Modifica les dades a Wikidata |
|        | Masia del Miracle                  | Vimbodí i Poblet | masia        |         | 41° 22′ 30″ N, 1° 04′ 22″ E / 41.3748814075384°N,1.07265114792802°E          |           |                          | Modifica les dades a Wikidata |
|        | Masia del Soler                    | Vimbodí i Poblet | masia        |         | 41° 21′ 49″ N, 1° 02′ 41″ E / 41.3637383430069°N,1.04481299138215°E          |           |                          | Modifica les dades a Wikidata |
|        | Masia dels Alberquins              | Vimbodí i Poblet | masia        |         | 41° 21′ 32″ N, 1° 02′ 32″ E / 41.3588286753723°N,1.04211480355829°E          |           |                          | Modifica les dades a Wikidata |
|        | Pallissa del Tomaca                | Vimbodí i Poblet | masia        |         | 41° 23′ 57″ N, 1° 00′ 17″ E / 41.3992561276527°N,1.00462088935299°E          |           |                          | Modifica les dades a Wikidata |
|        | el Salt                            | Vimbodí i Poblet | masia        |         | 41° 23′ 37″ N, 1° 02′ 48″ E / 41.39365752855°N,1.0467787854663°E             |           |                          | Modifica les dades a Wikidata |
|        | la Pena                            | Vimbodí i Poblet | masia        |         | 41° 21′ 40″ N, 1° 05′ 31″ E / 41.361090720882°N,1.0919863354277°E 883 msnm   |           | Casa forestal de la Pena | Modifica les dades a Wikidata |
|        | les Setcases                       | Vimbodí i Poblet | masia        |         | 41° 21′ 26″ N, 1° 04′ 38″ E / 41.3571765266743°N,1.07713059883804°E          |           |                          | Modifica les dades a Wikidata |

## molí d'aigua
| imatge | Nom             | Ubicat a         | instància de | Detalls                     | coordenades                                          | Protecció                                  | Commons (més fotos) | Dades a WD                    |
| ------ | --------------- | ---------------- | ------------ | --------------------------- | ---------------------------------------------------- | ------------------------------------------ | ------------------- | ----------------------------- |
|        | Molí de Poblet  | Vimbodí i Poblet | molí d'aigua | Estil: arquitectura popular | 41° 22′ 45″ N, 1° 05′ 01″ E / 41.3792°N,1.08348°E    | bé integrant del patrimoni cultural català |                     | Modifica les dades a Wikidata |
|        | Molí de la Vila | Vimbodí i Poblet | molí d'aigua | Estil: arquitectura popular | 41° 23′ 59″ N, 1° 03′ 24″ E / 41.39986°N,1.05667°E   | bé integrant del patrimoni cultural català |                     | Modifica les dades a Wikidata |
|        | Molí del Duch   | Vimbodí i Poblet | molí d'aigua | Estil: arquitectura popular | 41° 23′ 41″ N, 1° 02′ 27″ E / 41.39462°N,1.04092°E   | bé integrant del patrimoni cultural català |                     | Modifica les dades a Wikidata |
|        | Molí del Salt   | Vimbodí i Poblet | molí d'aigua | Estil: arquitectura popular | 41° 23′ 38″ N, 1° 02′ 47″ E / 41.394006°N,1.046428°E | bé integrant del patrimoni cultural català |                     | Modifica les dades a Wikidata |

## muntanya
| imatge | Nom                        | Ubicat a                                       | instància de | Detalls | coordenades                                                                  | Protecció | Commons (més fotos)                  | Dades a WD                    |
| ------ | -------------------------- | ---------------------------------------------- | ------------ | ------- | ---------------------------------------------------------------------------- | --------- | ------------------------------------ | ----------------------------- |
|        | Mola d'Estat               | Vimbodí i Poblet Prades                        | muntanya     |         | 41° 19′ 32″ N, 1° 03′ 38″ E / 41.3255542218°N,1.06058023385°E 1136 msnm      |           | Mola d'Estat                         | Modifica les dades a Wikidata |
|        | Mola dels Quatre Termes    | Montblanc Vimbodí i Poblet                     | muntanya     |         | 41° 19′ 50″ N, 1° 03′ 54″ E / 41.330457°N,1.064933°E 1118 msnm               |           |                                      | Modifica les dades a Wikidata |
|        | Punta del Puig             | Fulleda l'Espluga de Francolí Vimbodí i Poblet | muntanya     |         | 41° 26′ 33″ N, 1° 03′ 19″ E / 41.4425°N,1.05523°E 682 msnm                   |           |                                      | Modifica les dades a Wikidata |
|        | Tossal del Mas de la Salut | Vimbodí i Poblet                               | muntanya     |         | 41° 22′ 24″ N, 1° 01′ 24″ E / 41.3734°N,1.0234°E 672.1 msnm                  |           |                                      | Modifica les dades a Wikidata |
|        | Vilobí                     | Vimbodí i Poblet                               | muntanya     |         | 41° 25′ 57″ N, 1° 02′ 48″ E / 41.43236389°N,1.04670556°E 681.1 msnm          |           |                                      | Modifica les dades a Wikidata |
|        | pic de l'Àguila            | Vimbodí i Poblet                               | muntanya     |         | 41° 21′ 17″ N, 1° 04′ 45″ E / 41.35484444°N,1.07926667°E 1051.8 msnm         |           |                                      | Modifica les dades a Wikidata |
|        | roca de l'Àguila           | Vimbodí i Poblet                               | muntanya     |         | 41° 20′ 31″ N, 1° 04′ 33″ E / 41.34204444°N,1.07574722°E 1055.7 msnm         |           |                                      | Modifica les dades a Wikidata |
|        | roca de la Mel             | Vimbodí i Poblet                               | muntanya     |         | 41° 21′ 27″ N, 1° 03′ 53″ E / 41.3576°N,1.06473°E 661.6 msnm                 |           |                                      | Modifica les dades a Wikidata |
|        | tossal Gros                | Prades Vallclara Vimbodí i Poblet              | muntanya     |         | 41° 20′ 46″ N, 1° 00′ 18″ E / 41.3461°N,1.00493°E 1107.7 msnm                |           |                                      | Modifica les dades a Wikidata |
|        | tossal de Coma Pregona     | Vimbodí i Poblet                               | muntanya     |         | 41° 20′ 36″ N, 1° 01′ 13″ E / 41.34338333°N,1.02014444°E 904.4 msnm          |           |                                      | Modifica les dades a Wikidata |
|        | tossal de la Creu          | Vimbodí i Poblet                               | muntanya     |         | 41° 22′ 19″ N, 1° 04′ 57″ E / 41.371841666667°N,1.0825277777778°E 730.6 msnm |           | Tossal de la Creu (Vimbodí i Poblet) | Modifica les dades a Wikidata |
|        | tossal de la Formiga       | Vimbodí i Poblet                               | muntanya     |         | 41° 20′ 23″ N, 1° 01′ 00″ E / 41.3397°N,1.01667°E 909.1 msnm                 |           |                                      | Modifica les dades a Wikidata |

## pedrera
| imatge | Nom                  | Ubicat a         | instància de | Detalls | coordenades                                                         | Protecció | Commons (més fotos) | Dades a WD                    |
| ------ | -------------------- | ---------------- | ------------ | ------- | ------------------------------------------------------------------- | --------- | ------------------- | ----------------------------- |
|        | Pedrera de l'Escolta | Vimbodí i Poblet | pedrera      |         | 41° 22′ 05″ N, 1° 05′ 07″ E / 41.36794772694°N,1.08515886110929°E   |           |                     | Modifica les dades a Wikidata |
|        | Pedrera dels Aubins  | Vimbodí i Poblet | pedrera      |         | 41° 22′ 05″ N, 1° 05′ 20″ E / 41.3679289035219°N,1.08890172687722°E |           |                     | Modifica les dades a Wikidata |
|        | l'Escolta            | Vimbodí i Poblet | pedrera      |         | 41° 22′ 04″ N, 1° 05′ 08″ E / 41.3677402162609°N,1.08567906567522°E |           |                     | Modifica les dades a Wikidata |

## serra
| imatge | Nom                     | Ubicat a                                              | instància de | Detalls | coordenades                                                          | Protecció | Commons (més fotos)     | Dades a WD                    |
| ------ | ----------------------- | ----------------------------------------------------- | ------------ | ------- | -------------------------------------------------------------------- | --------- | ----------------------- | ----------------------------- |
|        | Serra Alta              | Vimbodí i Poblet                                      | serra        |         | 41° 20′ 26″ N, 1° 01′ 41″ E / 41.340427°N,1.02819°E                  |           |                         | Modifica les dades a Wikidata |
|        | Serra Llarga            | Vimbodí i Poblet                                      | serra        |         | 41° 20′ 27″ N, 1° 02′ 54″ E / 41.34070833°N,1.04828333°E 1136.6 msnm |           |                         | Modifica les dades a Wikidata |
|        | Serra de Vilobí         | Vimbodí i Poblet Fulleda Tarrés l'Espluga de Francolí | serra        |         | 41° 26′ 36″ N, 1° 03′ 15″ E / 41.4432°N,1.05421°E 726.1 msnm         |           |                         | Modifica les dades a Wikidata |
|        | Serra del Bosc (Prades) | Prades Vimbodí i Poblet                               | serra        |         | 41° 19′ 30″ N, 1° 02′ 50″ E / 41.324953°N,1.047259°E 1099 msnm       |           | Serra del Bosc (Prades) | Modifica les dades a Wikidata |
|        | Serrall de la Cova      | Vallclara Vimbodí i Poblet                            | serra        |         | 41° 23′ 21″ N, 1° 00′ 23″ E / 41.3891°N,1.00632°E 634.2 msnm         |           |                         | Modifica les dades a Wikidata |
|        | Serret de la Mina       | Vallclara Vimbodí i Poblet                            | serra        |         | 41° 21′ 20″ N, 1° 00′ 50″ E / 41.3555°N,1.01393°E 960.7 msnm         |           |                         | Modifica les dades a Wikidata |
|        | Serret de la Sella      | Vimbodí i Poblet                                      | serra        |         | 41° 20′ 30″ N, 1° 04′ 01″ E / 41.3417°N,1.0669°E 1121.2 msnm         |           |                         | Modifica les dades a Wikidata |

## vèrtex geodèsic
| imatge | Nom     | Ubicat a         | instància de    | Detalls   | coordenades                                                        | Protecció | Commons (més fotos) | Dades a WD                    |
| ------ | ------- | ---------------- | --------------- | --------- | ------------------------------------------------------------------ | --------- | ------------------- | ----------------------------- |
|        | Molas   | Vimbodí i Poblet | vèrtex geodèsic | Alt: 1.2m | 41° 19′ 44″ N, 1° 03′ 58″ E / 41.328952°N,1.066005°E 1120.079 msnm |           |                     | Modifica les dades a Wikidata |
|        | Vilaubí | Vimbodí i Poblet | vèrtex geodèsic | Alt: 1.2m | 41° 25′ 57″ N, 1° 02′ 48″ E / 41.432366°N,1.046743°E 682.873 msnm  |           |                     | Modifica les dades a Wikidata |

## Misc
| imatge | Nom                                      | Ubicat a                                                                       | instància de                                           | Detalls                                                                                        | coordenades                                                                                | Protecció                                                                                        | Commons (més fotos)                                     | Dades a WD                    |
| ------ | ---------------------------------------- | ------------------------------------------------------------------------------ | ------------------------------------------------------ | ---------------------------------------------------------------------------------------------- | ------------------------------------------------------------------------------------------ | ------------------------------------------------------------------------------------------------ | ------------------------------------------------------- | ----------------------------- |
|        | Basílica de Santa Maria de Poblet        | Poblet                                                                         | església abacial basílica menor                        | Estil: art cistercenc                                                                          | 41° 22′ 50″ N, 1° 04′ 59″ E / 41.380446590469695°N,1.08306326226039°E                      |                                                                                                  | Reial Monestir de Poblet, church                        | Modifica les dades a Wikidata |
|        | Casa de la Vila de Vimbodí               | Vimbodí i Poblet                                                               | casa consistorial                                      | Estil: arquitectura popular 18th century                                                       | 41° 24′ 01″ N, 1° 03′ 04″ E / 41.400237°N,1.050978°E ca:Pl. Major, 1, Vimbodí 477 msnm     | bé cultural d'interès local                                                                      | Casa de la Vila de Vimbodí                              | Modifica les dades a Wikidata |
|        | Claustre de Santa Maria de Poblet        | Vimbodí i Poblet                                                               | claustre                                               |                                                                                                | 41° 22′ 50″ N, 1° 04′ 59″ E / 41.38045694444445°N,1.0831919444444444°E                     |                                                                                                  | Cloister of Poblet                                      | Modifica les dades a Wikidata |
|        | Milmanda                                 | Vimbodí i Poblet                                                               | indret                                                 |                                                                                                | 41° 23′ 47″ N, 1° 04′ 25″ E / 41.39632778°N,1.07365278°E                                   |                                                                                                  |                                                         | Modifica les dades a Wikidata |
|        | Necròpolis protohistòrica de la Milmanda | Vimbodí i Poblet                                                               | jaciment arqueològic                                   |                                                                                                | 41° 23′ 51″ N, 1° 04′ 28″ E / 41.39751725873097°N,1.0743850711519018°E                     | bé integrant del patrimoni cultural català                                                       |                                                         | Modifica les dades a Wikidata |
|        | Palau del rei Martí                      | Vimbodí i Poblet                                                               | palau monument històric                                |                                                                                                | 41° 22′ 51″ N, 1° 04′ 57″ E / 41.380833333333°N,1.0825°E                                   | bé d'interès cultural                                                                            | Palace of king Martin I the Humane, Monastery of Poblet | Modifica les dades a Wikidata |
|        | Parc Natural de Poblet                   | Vimbodí i Poblet l'Espluga de Francolí                                         | paratge natural d'interès nacional                     |                                                                                                | 41° 22′ 33″ N, 1° 05′ 13″ E / 41.37583333°N,1.08694444°E                                   |                                                                                                  |                                                         | Modifica les dades a Wikidata |
|        | Poblet                                   | Vimbodí i Poblet província de Tarragona                                        | nucli de població nucli d'entitat singular de població | 40 hab                                                                                         | 41° 22′ 48″ N, 1° 04′ 52″ E / 41.3801209237125°N,1.08111848625895°E 492 msnm               |                                                                                                  | Poblet                                                  | Modifica les dades a Wikidata |
|        | Reial Monestir de Santa Maria de Poblet  | Poblet                                                                         | monestir cistercenc                                    | Arquitecte: Arnau Bargués Estil: art cistercenc 1150 Alt: 11m Perímetre: 608m Superfície: 18ha | 41° 22′ 51″ N, 1° 04′ 57″ E / 41.380833333333°N,1.0825°E                                   | Patrimoni de la Humanitat bé d'interès cultural bé cultural d'interès nacional monument històric | Reial Monestir de Poblet                                | Modifica les dades a Wikidata |
|        | Vall de Vinaixa                          | els Omellons Vinaixa Tarrés Fulleda l'Espluga Calba Vimbodí i Poblet Vallclara | àrea protegida vall                                    | Superfície: 3024.17ha                                                                          | 41° 26′ 40″ N, 0° 59′ 33″ E / 41.4444305556°N,0.992636111111°E Depressió Central           |                                                                                                  | Vall de Vinaixa                                         | Modifica les dades a Wikidata |
|        | Vimbodí                                  | Vimbodí i Poblet                                                               | nucli d'entitat singular de població capital municipal | 788 hab                                                                                        | 41° 24′ 02″ N, 1° 03′ 02″ E / 41.40069°N,1.05056°E 489 msnm                                |                                                                                                  | Vimbodí                                                 | Modifica les dades a Wikidata |
|        | Vimbodí i Poblet                         | Vimbodí i Poblet                                                               | entitat singular de població                           | 893 hab                                                                                        | 41° 24′ 03″ N, 1° 03′ 07″ E / 41.40082777°N,1.05182973°E 491 msnm                          |                                                                                                  |                                                         | Modifica les dades a Wikidata |
|        | carrer Mestre Manresa                    | Vimbodí                                                                        | carrer                                                 | Estil: arquitectura popular 18th century                                                       | 41° 24′ 02″ N, 1° 03′ 06″ E / 41.40058°N,1.05172°E ca:C. Mestre Manresa                    | bé integrant del patrimoni cultural català                                                       | Carrer Mestre Manresa                                   | Modifica les dades a Wikidata |
|        | estació de Vimbodí                       | Vimbodí i Poblet                                                               | estació de ferrocarril                                 |                                                                                                | 41° 24′ 10″ N, 1° 02′ 46″ E / 41.4027°N,1.04599°E                                          |                                                                                                  |                                                         | Modifica les dades a Wikidata |
|        | lavabo de Poblet                         | Vimbodí i Poblet                                                               | lavabo                                                 |                                                                                                | 41° 22′ 51″ N, 1° 05′ 00″ E / 41.38079353511922°N,1.0832208395004277°E                     |                                                                                                  | Lavabo of Poblet                                        | Modifica les dades a Wikidata |
|        | panteó reial de Poblet                   | Vimbodí i Poblet                                                               | panteó                                                 |                                                                                                | 41° 22′ 51″ N, 1° 04′ 57″ E / 41.380833333333°N,1.0825°E Basílica de Santa Maria de Poblet |                                                                                                  | Reial Monestir de Poblet, royal tombs                   | Modifica les dades a Wikidata |
|        | part de la Vall de Poblet                | Vimbodí i Poblet                                                               | indret històric                                        |                                                                                                | 41° 22′ 51″ N, 1° 05′ 00″ E / 41.380698°N,1.083229°E                                       | bé d'interès cultural                                                                            |                                                         | Modifica les dades a Wikidata |
|        | pont dels Torners                        | Vimbodí i Poblet                                                               | pont                                                   |                                                                                                | 41° 21′ 52″ N, 1° 02′ 48″ E / 41.3644611674149°N,1.04653686411759°E                        |                                                                                                  |                                                         | Modifica les dades a Wikidata |
|        | recinte emmurallat de Poblet             | Vimbodí i Poblet                                                               | muralla urbana                                         |                                                                                                | 41° 22′ 51″ N, 1° 04′ 57″ E / 41.380783°N,1.082504°E                                       | bé d'interès cultural                                                                            |                                                         | Modifica les dades a Wikidata |
|        | rectoria de Vimbodí                      | Vimbodí                                                                        | rectoria                                               | Estil: arquitectura popular 18th century                                                       | 41° 24′ 03″ N, 1° 03′ 06″ E / 41.40092°N,1.05157°E ca:Pl. de l'Església 495 msnm           | bé integrant del patrimoni cultural català                                                       | Rectoria de Vimbodí                                     | Modifica les dades a Wikidata |
|        | torre dels Moros                         | Vimbodí i Poblet                                                               | torre de defensa                                       |                                                                                                | 41° 23′ 16″ N, 1° 04′ 19″ E / 41.387779408203°N,1.0720703133512°E                          |                                                                                                  |                                                         | Modifica les dades a Wikidata |